# 日本の企業一覧 (倉庫・運輸関連)
日本の企業一覧(倉庫・運輸関連)（にほんのきぎょういちらん そうこ・うんゆかんれん）は、「証券コード協議会」が定める業種区分に基づき「倉庫・運輸関連」に分類される企業の一覧。

## ア行
- アイ・ロジスティクス（東証2・9321）
- アサガミ（東証スタンダード・9311）
- 旭倉庫
- 東海運（東証スタンダード・9380）
- イー・ロジット（東証スタンダード・9327）
- 五十嵐冷蔵
- 伊勢湾海運（名証メイン・9359）
- 乾汽船（旧：イヌイ建物 → イヌイ倉庫）
- 宇徳（旧：宇徳運輸）（東証1・9358）
- エーアイテイー（東証プライム・9381）
- エージーピー（東証スタンダード・9377）
- NTTロジスコ（NTTグループ）
- エフシースタンダードロジックス
  - 中外海運倉庫
- 大阪倉庫（日通グループ）
- オーナミ（東証2・9317）

## カ行
- 加藤運輸（日通グループ）
- カネミ倉庫
- 上組（東証プライム・9364）
- 川西倉庫（東証スタンダード・9322）
- 関通（東証グロース・9326）
- キムラユニティー（東証スタンダード・9368）
- キユーソー流通システム（旧・キユーピー流通システム）（東証スタンダード・9369）
- 近鉄エクスプレス（東証プライム・9375）
- Q配サービス
- ケイヒン（東証スタンダード・9312）

## サ行
- 境港海陸運送（日通グループ）
- 櫻島埠頭（東証スタンダード・9353）
- サンリツ（東証スタンダード・9366）
- 三和倉庫（東証2・9320）
- 澁澤倉庫（東証プライム・9304）
- シモハナ物流
- 杉村倉庫（東証スタンダード・9307）
- 住友倉庫（東証プライム・9303）

## タ行
- 大運（東証スタンダード・9363）
- 大東港運（東証スタンダード・9367）
- ダイワコーポレーション
- 宝組
- 中央倉庫（東証プライム・9319）
- 蔦井倉庫（日通グループ）
- 寺田倉庫
- 東京汽船（東証スタンダード・9193）
- 東陽倉庫（東証スタンダード・9306）
- 東洋埠頭（東証スタンダード・9351）
- トランコム（東証プライム・9058）
- トレーディア（東証スタンダード・9365）

## ナ行
- 内外トランスライン（東証プライム・9384）
- 内外日東
- 日新（東証プライム・9066）
  - 松菱運輸
- 日鉄物流（旧：日鉄住金物流）
- 日本ヴォパック（日通グループ）
- 日本ケミカル荷役（日通グループ）
- 日本コンセプト（東証プライム・9386）
- 日本超低温
- 日本トランスシティ（東証プライム・9310）
- 日本ロジステック（JASDAQ・9323）
- 濃飛倉庫運輸

## ハ行
- バンテック (物流)（旧：バンテック・グループ・ホールディングス）（東証1・9382）
- 兵機海運（東証スタンダード・9362）
- ファイズホールディングス（東証スタンダード・9325）
- 伏木海陸運送（東証スタンダード・9361）
- 北旺運輸（日通グループ）

## マ行
- 丸八倉庫（東証スタンダード・9313）
- 丸紅ロジスティクス（旧：ロジパートナーズ / 丸紅物流）
- 三井倉庫ホールディングス（旧：三井倉庫）（東証プライム・9302）
  - 三井倉庫
  - 三井倉庫エクスプレス（旧：三井倉庫エアカーゴ / TASエクスプレス）
  - 三井倉庫ロジスティクス
  - 三井倉庫サプライチェーンソリューション（旧：ソニーサプライチェーンソリューション）[注 1]
- 三菱倉庫（東証プライム・9301）
- 名港海運（名証メイン・9357）
- 名正運輸
- 明治ロジテック（明治グループ）

## ヤ行
- 八木運送
- 安田倉庫（東証プライム・9324）
- 山手冷蔵
- 郵船ロジスティクス（東証1・9370）

## ラ行
- リンコーコーポレーション（東証スタンダード・9355）
- 流通サービス